# إلمر ديفيد ديفيز
إلمر ديفيد ديفيز (بالإنجليزية: Elmer David Davies) (و. 1899 – 1957 م) هو محام، وقاضي، وسياسي من الولايات المتحدة الأمريكية .